# Milton (album)
Milton è il quarto album del cantante e compositore brasiliano Milton Nascimento, pubblicato nel 1970 dalla Odeon e dalla EMI.
| Recensione                    | Giudizio |
| ----------------------------- | -------- |
| The Rolling Stone Album Guide | [ 2 ]    |

## Tracce
Lato 1
1. Para Lennon e McCartney – 2:17
2. Amigo, Amiga – 4:31
3. Maria Três Filhos – 1:36
4. Clube da Esquina – 2:48
5. Canto Latino – 4:31

Lato 2
1. Durango Kid – 2:41
2. Pai Grande – 5:03
3. Alunar – 3:21
4. A Felicidade – 2:44